# Paraphradmon alba
Paraphradmon alba är en insektsart som beskrevs av Ronald Gordon Fennah 1950. Paraphradmon alba ingår i släktet Paraphradmon och familjen vedstritar. Inga underarter finns listade i Catalogue of Life.